# نمط الشخصية المفجوعة
نمط الشخصية المفجوعة، أو أفراد «النمط د»، يميلون إلى كتم المشاعر السلبية القوية باعتبارها وسيلة للتغلب على الأحداث أو الظروف المُنهكة. يخفي هؤلاء مشاعر الغضب أو الأسف حتى عندما يكونون في محيط اجتماعي يدعم التعبير الانفعالي، مثل كتم الغضب عندما يكون له ما يبرره بوضوح، أو يأبون البكاء في جنازة. يميل الفرد من النمط د إلى القلق، والغضب السريع، والتزعزع، وعدم الراحة مع الغرباء. تعاني هذه الأنماط من الناس باستمرار العواطف السلبية وتتوقعها، ما يؤدي إلى معاناتهم التوترَ والكبتَ مقارنة بالآخرين.

## نبذة تاريخية
وُضع تعريف شخصية النمط د في تسعينيات القرن العشرين، وهو يصف الأفراد الذين يعانون المشاعر السلبية، والاكتئاب، والقلق، والتوتر، والسخط المزمن، والوَحدة. نمط الشخصية المفجوعة عرضة أيضًا للتشاؤم، واحتقار الذات، وصعوبة إقامة علاقات شخصية مع الآخرين. يُعتقد أن نحو 20% من الأمريكين الأصحاء إلى حدٍ ما يندرجون تحت هذه الفئة.
أجرى الدكتور دينوليت في عام 1996 دراسة طولية على 286 رجلًا وامرأةً التحقوا ببرنامج التأهيل القلبي. في بداية البرنامج، ملأ كل مشارك استبيانًا لتحديد ما إذا كان يندرج تحت النمط د. بعد ثماني سنوات، تتبع الباحثون المشاركين لمعرفة من تُوفي ومن بقي على قيد الحياة. توفي 27% من بين أولئك الذين صُنّفوا على أنهم من النمط د؛ تُوفي 7% فقط من غير النمط د في الوقت نفسه. كانت معظم هذه الوفيات بسبب أمراض القلب أو السكتة الدماغية. بعد هذه الدراسة، يُعتقد أن النوع الفرعي للشخصية من النمط د مرتبط بالموت المبكر، وزيادة خطر الإصابة بالأمراض القلبية الوعائية، والاستجابة الضعيفة للعلاجات المشهود بفعاليتها لأمراض القلب، وزيادة فرص حدوث توقف القلب المفاجئ. 

## معايير التشخيص
يُستخدم مقياس مؤلف من 14 سؤالًا لتحديد إمكانية تصنيف الفرد على أنه من نمط الشخصية د. يهدف هذا المقياس إلى قياس السلبية بالإضافة إلى الكبت الاجتماعي. وفقًا لمقياس ليكرت ذي النقاط الخمس، يُعطى لكل بند من البنود الأربعة عشر على المقياس نقاط من 0 إلى 4 (خطأ إلى صح). يمكن تصنيف الأفراد الذين يحصلون على نقاط عالية (أعلى من 10) على أنهم سلبيين ومكبوتين اجتماعيًا من نمط د.
طُوّر هذا الاستبيان استنادًا إلى فكرة أن الأفراد الذين يحرزون نقاطًا عالية في التعبير عن العواطف السلبية يعانون الانزعاج ولديهم نظرة ذاتية سلبية، وأنهم عرضة لأعراض جسدية أكثر، ويقفون عند المواقف السلبية والمثيرات. إن تسجيل درجة عالية من الكبت الاجتماعي يعني أن هؤلاء الأفراد يميلون إلى تجنب «المخاطر» المحتملة التي تنطوي ضمن التآثرات الاجتماعية مثل الرفض. بشكلٍ عام، تميل المواقف الاجتماعية إلى جعل أفراد النمط د يعانون الكبت، والتوتر، وعدم الراحة، والشعور بالخطر.

## مخاطر صحية
هناك مجموعة واسعة من المخاطر الصحية مرتبطة بشخصية النمط د، ويعود ذلك في المقام الأول إلى حقيقة أنهم يتظاهرون بامتلاكهم جهازًا مناعيًا أكثر فاعلية وبالتالي الإصابة بالتهابات أكثر. قد تتسبب هذه الزيادة في الالتهابات بتضرر الأوعية الدموية في جميع أنحاء القلب والجسم. وُجد أن ذوي الشخصية د يعانون ارتفاع ضغط الدم عن المعدل الطبيعي، ويعانون أيضًا استجابةً مبالغًا بها للإجهاد، سواء الإجهاد الفيزيولوجي أو النفسي.
من بين المشكلات الصحية المرتبطة عادةً بهذا النوع الفرعي للشخصية وجود أعراض الاكتئاب والقلق، واضطراب الكرب التالي للصدمة النفسية أيضًا. بالإضافة إلى ذلك، قد يكون لدى ذوي الشخصية د ميل إلى رهاب المجتمع واضطراب الهلع، وأيضًا تطور اضطراب الشخصية الاجتنابي.
وفقًا للدكتور دينوليت، إن ما يربط النتائج الصحية السيئة بالنوع الفرعي للشخصية من النمط د على الأرجح هو مستوى الإجهاد المتفاقم المرتبط به بوضوح. على عكس أنماط الشخصيات الأخرى التي تفضل صبّ جام غضبها، فإن الكبت الاجتماعي من النمط د لا يترك لهم أي منفذ لتخفيف إجهادهم. يرفع هذا الإجهاد المكبوت الكورتيزول إلى مستويات عالية، والذي قد يؤدي بدوره إلى ارتفاع ضغط الدم والالتهاب المزمن المخرب للشرايين. تجدر الإشارة إلى أن التفسير المحتمل الآخر لهذه العلاقة المتبادلة هو أن النمط د من المحتمل أن يعاني أيضًا الاكتئاب والقلق وضعف الروابط الاجتماعية، وقد رُبط كل منها بسوء الحالة الصحية وأمراض القلب.

### المضاعفات القلبية الوعائية
يرتبط بُعدا النمط د (العاطفة السلبية والكبت الاجتماعي) بزيادة إطلاق الكورتيزول المحرضة بالإجهاد. يُعتقد أن المستويات العالية من الكورتيزول هي العامل الوسيط في الارتباط بين هذا النوع من الشخصيات وزيادة خطر الإصابة بالداء القلبي الإكليلي.
بالإضافة إلى ذلك، يرتبط كبت المشاعر التي تميز أنواع الشخصية من النمط د ارتباطًا وثيقًا بالتفاعلية القلبية الوعائية العالية، وانخفاض التعافي القلبي الوعائي، وانخفاض تغير معدل ضربات القلب، والتصلب العصيدي للشرايين السباتية، وحدوث الداء القلبي الإكليلي، ووفيات أمراض القلب. لوحظت العلاقة بين الكبت العاطفي والمضاعفات القلبية الوعائية في العديد من الدراسات المختلفة، بما في ذلك تلك التي شملت المرضى الذين يخضعون لإعادة تأهيل القلب. في هذه الدراسة، زاد عدد الوفيات الناجمة عن أمراض القلب بعامل من أربعة عوامل لدى ذوي الشخصية من النمط د، حتى بعد السيطرة على عوامل الخطر الاعتيادية.
بحثت دراسة أخرى، أجراها آبلز وآخرون، تأثير النمط د على الموت القلبي المفاجئ. شملت هذه الدراسة إجراء مقابلة مع أقرب أقارب ضحايا الموت القلبي المفاجئ لتحديد ما إذا كانوا من النمط د أم لا. وُجد أن المرضى الذين سجلوا درجات عالية من العاطفة السلبية والكبت الاجتماعي (البُعدان من النوع الفرعي لشخصية النمط د) أكثر عرضة سبع مرات للإصابة بالموت القلبي المفاجئ.